# 바르텔스쥐
바르텔스쥐(Sundamys maxi)는 쥐과에 속하는 설치류의 일종이다. 구눙 게데 분화구 국립공원을 포함하여 인도네시아 서 자와에서만 발견된다.

## 특징
꼬리 길이 258~309mm를 제외한 몸길이가 218~270mm인 대형 설치류다. 발 길이는 52~55mm이고 귀 길이는 24~28mm이다. 상체는 갈색빛 회색이고 등쪽을 따라 짙은 색을 띠는 반면에 배 쪽은 짙은 회색이다. 귀와 다리 뒷쪽은 짙은 갈색이다.

## 생태
땅 위에서 주로 생활하는 육상성 동물이다.

## 분포 및 서식지
자와섬 서부 지역의 두 곳에서만 알려져 있다, 해발 900m와 1,350m 사이의 열대 상록수림에서 서식한다.